# جيه. جونز
جيه. جونز (بالإنجليزية: J. William Jones)‏  (و. 1836 – 1909 م) هو ملحق ديني عسكري، ومؤلف أمريكي، ولد في مقاطعة لويزا، بدأ مشواره المهني سنة 1875، توفي في كولومبوس، عن عمر يناهز 73 عاماً.

## التعليم
تعلم في جامعة فرجينيا، وSouthern Baptist Theological Seminary ‏.